# Gustavo Quinteros
Gustavo Quinteros (15 de febrer de 1965) és un exfutbolista bolivià i entrenador.

## Selecció de Bolívia
Va formar part de l'equip bolivià a la Copa del Món de 1994.